# Parathesis glendae
Parathesis glendae är en viveväxtart som beskrevs av J.M. Ricketson. Parathesis glendae ingår i släktet Parathesis och familjen viveväxter. Inga underarter finns listade i Catalogue of Life.